# Патријарх александријски Герасим II
Патријарх Герасим II Палада (Палиот) (јез-грч Πατριαρχης Γερασιμος Β´ Παλλαδας; у. јануар 1714., манастир Ватопед, Атос) - патријарх александријски и православни светитељ. Аутор многих беседа.

## Биографија
Рођен у месту Ираклион на острву Крит. Први учитељ будућег патријарха био је његов отац, протопрезвитер Теодор. Након што је одрастао и школован код куће, родитељи су га послали у Венецију на високо образовање на венецијанском флангијском колеџу. Тамо је за неколико година стекао темељно знање и изучио језике: грчки, латински и хебрејски.
Током његовог боравка у Европи, Турци су после дуге опсаде заузели Ираклион. Сазнавши за судбину своје домовине и смрт свог оца, Герасим је отишао на Пелопонез, где се сусрео са многим својим сународницима који су избегли ропство и прогон, а одатле се преселио у Касторију.
У тамошњој митрополији, која је била под јурисдикцијом Охридске архиепископије, постављен је за учитеља и проповедника. Побожност и дар проповедника омилили су га овдашњим хришћанима, те је рукоположен за епископа Касторије. Неко време је  био на челу Једренске митрополије.
После смрти александријског патријарха Партенија I (званог Прохор), који је погинуо у смирнском храму од земљотреса 1688. године, за новог патријарха је изабран Герасим. Патријарх се одликовао ревносним и светим животом, обележеним цртама Христовог лика.
Оптужен је за новотарије у поретку Божанствене Литургије у време преношења Светих Дарова. Спор је дошао до цариградског патријарха, а патријарх Герасим је ослобођен оптужби.
Руководио је православном црквом у Египту 22 године. Разна узнемиравања од стране Турака и непослушност самих хришћана подстакли су га да напусти патријаршију, а он, изабравши за свог наследника митрополита Самуила либијског, рођеног на Хиосу, 20. јануара 1710. године напушта патријаршки трон и повлачи се на Атос, где убрзо је умро.

## Канонизација
Светог Герасима прославила је Александријска православна црква, након чега је, одлуком Светог синода од 7. маја 2003. године, успомена на њега уврштена у диптих светих и Руске православне цркве.